# Kroatien in der Donaumonarchie

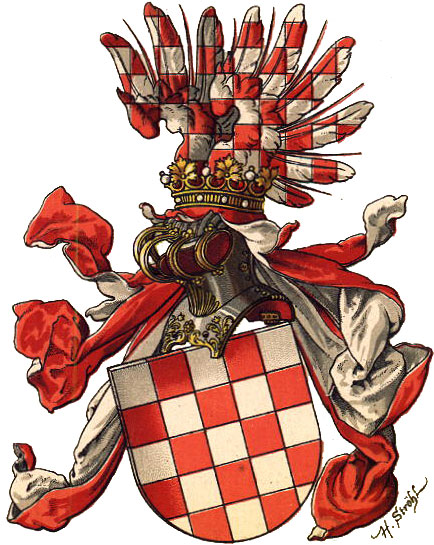
Vollwappen des Königreichs Kroatien

Kroatien in der Donaumonarchie bezeichnet den Zeitraum von 1527 bis 1918, in welchem der Habsburgermonarchie auch Kroatien angehörte, das sich seit 1102 im Staatsverband mit Ungarn befand. Ab 1745 war es als Königreich Kroatien und Slawonien ein autonomes Königreich innerhalb der Habsburgermonarchie bzw. des Kaisertums Österreich.

## Kroatien im 16. Jahrhundert

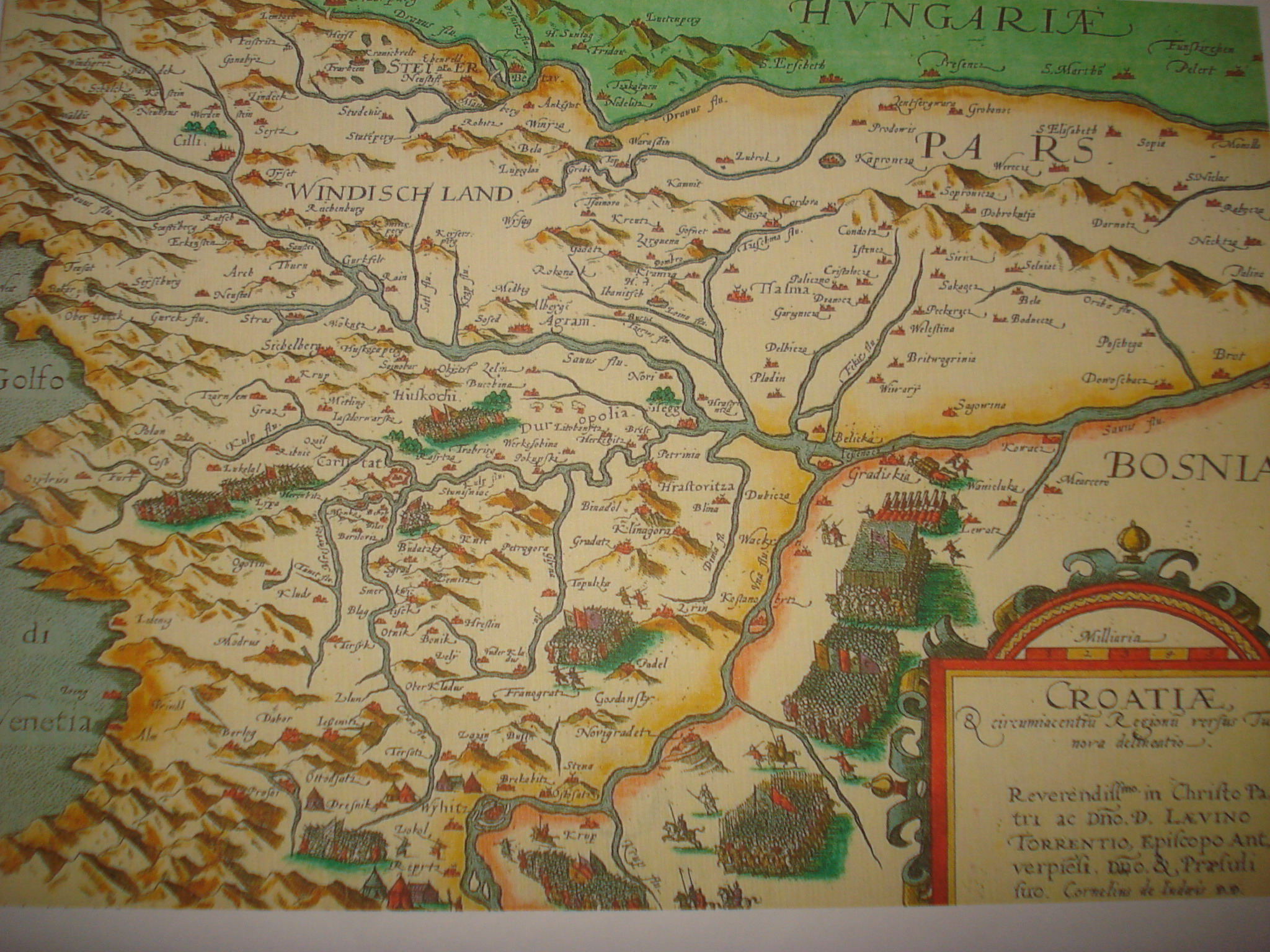
Alte Karte Kroatiens aus dem 16. Jahrhundert (vor der Schlacht bei Sissek im Jahr 1593)

Das 16. Jahrhundert war im Königreich Kroatien und Slawonien großteils von kriegerischen Auseinandersetzungen mit dem Osmanischen Reich geprägt. Nach der Schlacht bei Mohács erkannte 1527 der kroatische Adel auf dem Sabor (dem kroatischen Landtag) in Cetingrad durch die Cetingrader Charta den Ferdinand I. von Habsburg als König von Kroatien an, auch als Gegenleistung für die Verteidigungsführung gegen die Türken.
Die von den Osmanen eroberten Teile Slawoniens sowie des Türkischen Kroatiens wurden stark verwüstet, die Einwohnerzahlen und die damit verbundenen Steuerleistungen sanken während der über 150 Jahre dauernden Herrschaft in Slawonien deutlich ab. Zur Verteidigung gegen die Osmanen wurde die Militärgrenze geschaffen. In Kroatien entstanden die Slawonische- und die Kroatische Militärgrenze. Dort wurden vor allem Serben angesiedelt, aus denen die Krajina-Serben hervorgingen. Zwischen den Grenzverteidigungssystemen beider Seiten entstand Ende des 16. Jahrhunderts für etwa hundert Jahre ein großes unbesiedeltes Waldgebiet.

## Kroatien im 17. bis 19. Jahrhundert

Einteilung Österreich-Ungarns; Zentralkroatien und Slawonien werden zusammengefasst dargestellt (Nr. 17)

Der größte Teil der kroatischen Gebiete war seinerzeit ein Bestandteil der Habsburgermonarchie.
Im 18. Jahrhundert wurden keine größeren Kriege gegen die Osmanen geführt, jedoch gehörten ständige Grenzüberfälle in das Erscheinungsbild jener Epoche.

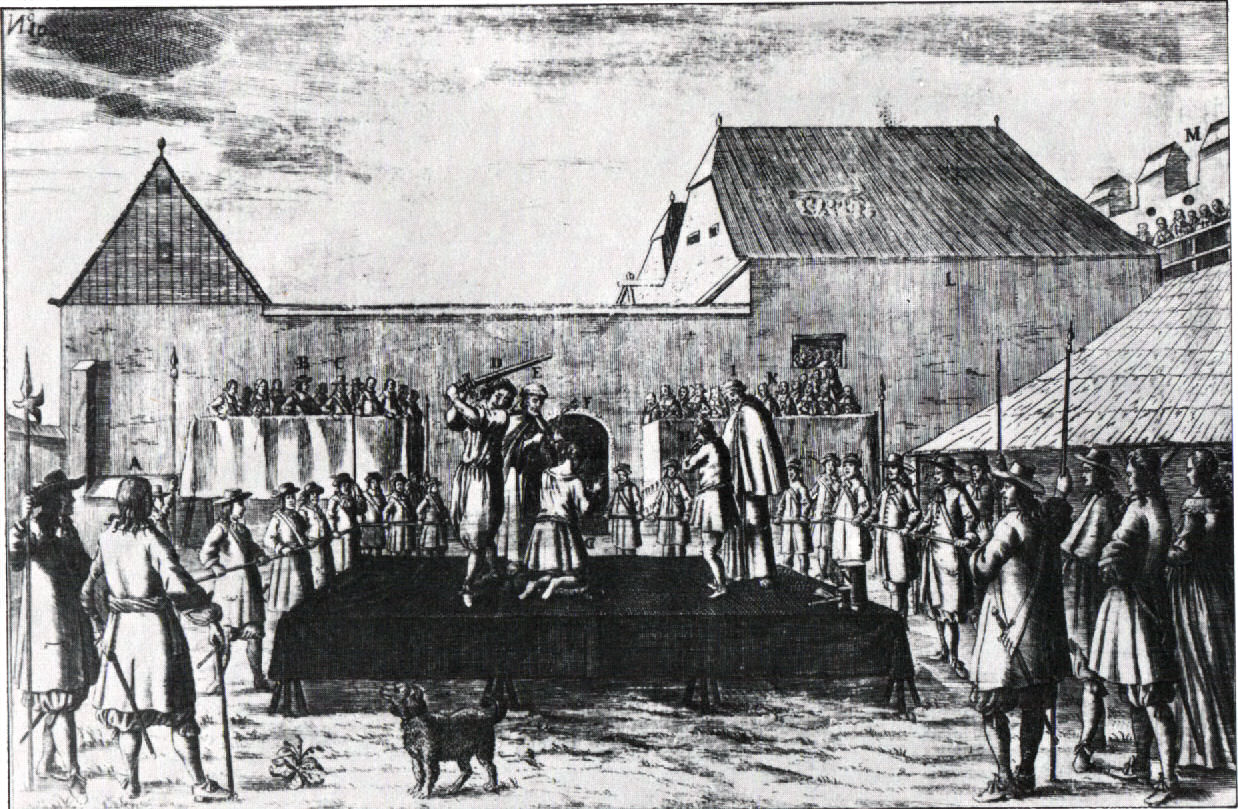
Exekution von Petar Zrinski und Fran Krsto Frankopan in Wiener Neustadt, 30. April 1671

Durch die Kroatische Pragmatische Sanktion des Sabors im Jahre 1712 erkannte Kroatien ebenfalls das Erbrecht der weiblichen Linie der Habsburger an. Doch mit Rücksicht auf den ungarischen Adel wurde dieser Beschluss von Wien nie bestätigt, sondern 1723 eigenwillig Kroatien zu einem unauflösbaren Bestandteil der ungarischen Stephanskrone erklärt.
Unter der Herrschaft der Kaiserin Maria Theresia verzeichneten die kroatischen Gebiete einen wirtschaftlichen Aufschwung. Währenddessen hielt der Verfall der Gebiete unter venezianischer Herrschaft an.

### Küstengebiet
Das österreichische Küstengebiet entwickelte sich einerseits aus den Hafenstädten Rijeka (Fiume) und Kraljevica (Porto-Ré) unter Karl VI. als innerösterreichisches Litorale, andererseits aus den 1746–1748 kameralisierten Gütern der erloschenen Grafenhäuser Frankopan und Zrinski mit Trsat (Tersat) als Vorort und wurde seither als österreichisches Litorale unter die Aufsicht des Wiener Hofkommerzienrats und der Triester Seebehörde gestellt.

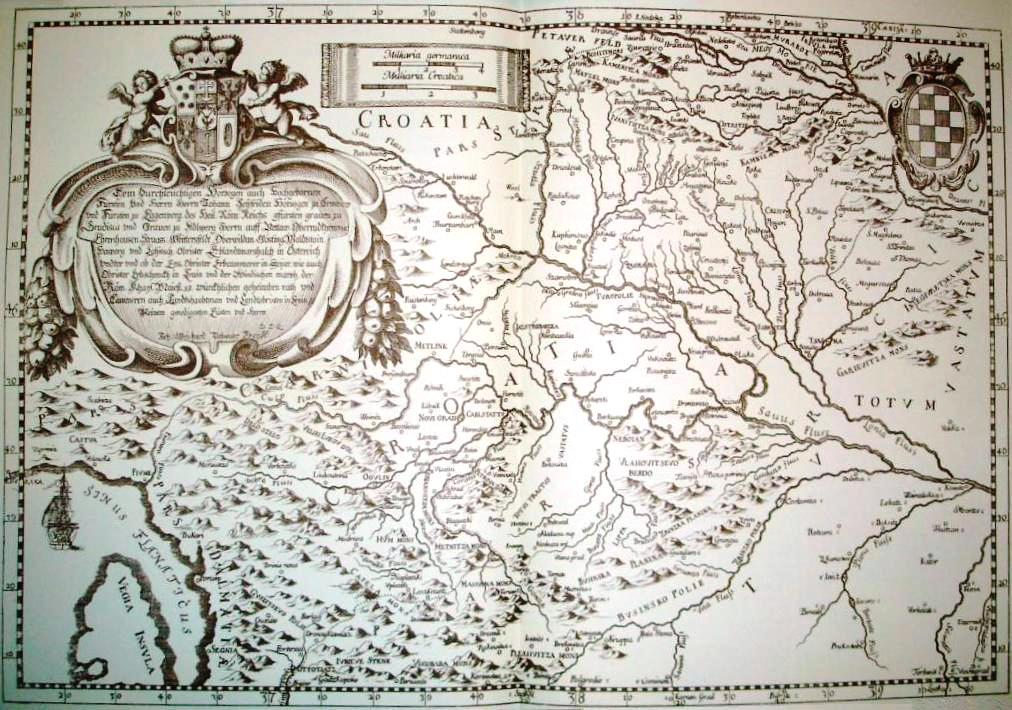
Alte Karte Kroatiens aus dem Jahr 1689

Im engeren Sinn schloss diese Bezeichnung das Gebiet von Rijeka aus. 1776 wurde das österreichische Litorale aufgehoben, der Küstenstreifen in drei Komitate verteilt und mit Kroatien vereinigt. Die Stadt Rijeka, welche Kaiser Friedrich III. von den Herren von Walsee 1471 gekauft hatte, war bis 1746 autonom, wurde 1776 dem Königreich Kroatien zeitweilig einverleibt, 1779 aber als ein für sich bestehender und integrierender Teil der ungarischen Krone erklärt. Nach Beendigung der französischen Revolutionskriege blieb Rijeka seit 1823 mit Ungarn vereinigt.

### Neue Hauptstadt
Ab 1756 stieg Varaždin, eine Stadt nördlich von Zagreb, zur faktischen Hauptstadt des „Königreiches Kroatien, Slawonien und Dalmatien“ auf. 1767 ließ Kaiserin Maria Theresia den „Kroatischen königlichen Rat“ mit Sitz in Varaždin gründen. Als 1776 ein Brand große Teile der Stadt zerstörte, zog dieser Rat nach Zagreb.

### Zentralisierung
Kaiser Joseph II. hob die Konstitution Ungarns auf und führte eine Zentralisierung in seinem Reich durch. Als Joseph II. unter dem Druck der inländischen Opposition die konstitutionellen Rechte an Ungarn und Kroatien zurückgeben musste, beschloss der kroatische Landtag 1790 in Zagreb, die kroatischen Gespanschaften so lange unter der Gewalt der ungarischen Regierung zu belassen, bis das kroatische Territorium auch die osmanisch und venezianisch beherrschten Teile miteinschließen würde.
Im Jahr 1782 wurde die Leibeigenschaft abgeschafft und das Recht auf freie Religionsausübung eingeführt. Kroatien blieb jedoch weiterhin zerteilt: Die Stadt Fiume sowie das Gebiet des Kroatischen Küstenlandes bildeten Ungarns Zugang zum Mittelmeer; Istrien gehörte einschließlich der Jurisdiktion zu Österreich; Dalmatien war ebenfalls ein Kronland unter cisleithanischer Verwaltung, und die Militärgrenze war ein spezifisch organisierter Landesteil.

## Bestandteile kroatischer Nationsbildung
Die kroatischen Länder standen stets im Spannungsfeld ungarischer, österreichischer, venezianischer und osmanischer Interessen. Deshalb war der Rückgriff auf die Beschlüsse der kroatischen Stände wie Pacta Conventa und andere historische Dokumente – als Beweis einer ununterbrochenen jahrhundertelangen Autonomie – ein wesentlicher Bestandteil der kroatischen Nationsbildung.
Noch in der franzisko-josephinischen Epoche wurde die kroatische Historiographie als wissenschaftliche Disziplin begründet. In vielbändigen Quelleneditionen, die in der Öffentlichkeit zunehmend breite Resonanz fanden, wurde die nationale Vergangenheit umfassend aufgearbeitet. So wurde Historiographie zu einem Mobilisierungsmittel für die künftigen nationalen Auseinandersetzungen, dessen unmittelbare Folge die Forderung einer politischen Aktion für ein freies politisches Leben der Kroaten war.
Mit der schrittweisen Auflösung der ständestaatlichen Verfassung in Ungarn und Kroatien während der ersten Hälfte des 19. Jahrhunderts entwickelte sich der Rückgriff auf das historische Staatsrecht der Kroaten mehr und mehr zu einer politischen Ideologie zur Durchsetzung politischer Ansprüche innerhalb der Donaumonarchie, die mit der tatsächlichen staatsrechtlichen Situation nur noch wenig zu tun hatte.

### „Illyrien“
Von 1767 bis 1777 wurden Kroatien, Slawonien und Dalmatien „Illyrien“ genannt und von einer illyrischen Hofdeputation in Wien regiert. Später bildete jedes dieser Gebiete ein besonderes Königreich, doch blieben die Militärgrenzen getrennt und behielten ihre besondere militärische Verfassung.
1809–1813 gehörte das Gebiet rechts der Save zum französischen Kaiserreich und bildete die beiden illyrischen Provinzen „Croatie civile“ und „Croatie militaire“. Seit 1814 galten Kroatien und Slawonien wieder als Länder der ungarischen Krone, als „partes adnexae“, wie die Magyaren, „regna socia“, wie die Kroaten sagen, doch mit selbständiger Verwaltung und Sprache und besonderen Munizipalfreiheiten, wie namentlich dem Vorrecht, dass Kroatien nur die halbe Reichssteuer entrichtete und dieselbe vom Zagreber Landtag (Sabor) selbstständig umgelegt wurde.

### Illyrische Bewegung

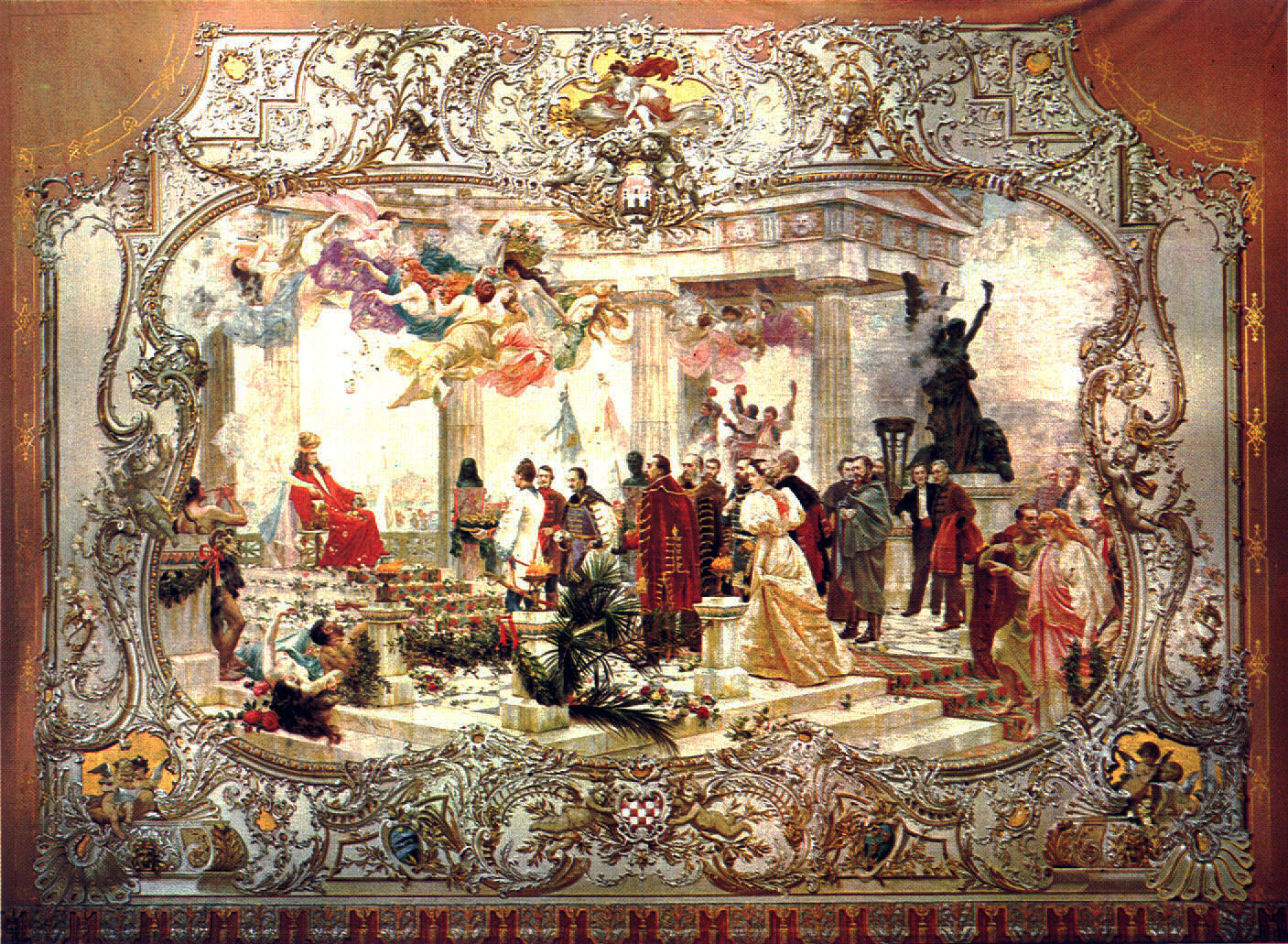
Vlaho Bukovac. Die kroatische Renaissance.

Durch die Französische Revolution verkehrte sich der Begriff Nation von einer Bezeichnung der privilegierten Adelsschichten ins Gegenteil einer tendenziell unbegrenzten sozialen Ausweitung des Geltungsanspruches und bewirkte die Entdeckung des nationalen Bewusstseins auch bei den Kroaten.
Den Namen Illyrien für die südslawischen Gebiete holte Napoleon I. in den Jahren von 1805 beziehungsweise 1809 bis 1813 aus der Vergessenheit zurück, indem er seine „Provinces Illyriennes“ errichtete. Nach seinem Dekret von 1811 standen zum ersten Mal slowenische und kroatische Gebiete: Krain, Kärnten, Istrien, Zivilkroatien, Dalmatien, Dubrovnik und die Militärgrenze unter einer Verwaltung.
Der Gouverneurmarschall Marmont, der aus Laibach, der illyrischen Hauptstadt, das Land verwaltete, setzte sich für die Einführung der Volkssprache, die er Illyrisch nannte, im öffentlichen Dienst und anderen Domänen ein. Damit war der Stein für die Entwicklung der „illyrischen“ Sprache und der illyrischen Bewegung gelegt.
Das Hauptanliegen der napoleonischen Zeit jedoch war die Tatsache, dass unter dem französischen Regime zum ersten Mal seit vielen Jahrhunderten die zerstreuten kroatischen Siedlungsgebiete vereinigt wurden.

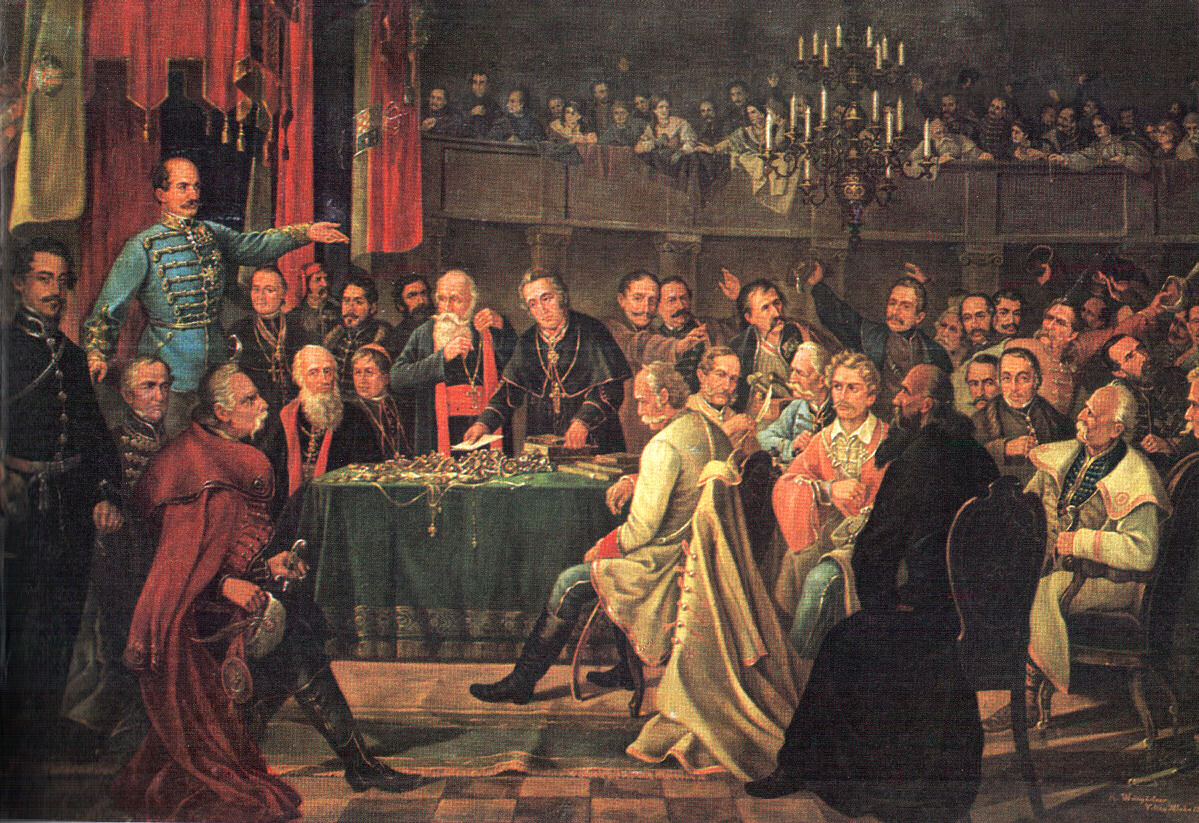
Dragutin Weingärtner. Zusammenkunft des kroatischen Parlaments 1848.

Nach den großen, wenn auch nur vorübergehenden, Veränderungen der napoleonischen Zeit verschärften sich die Konflikte in den kroatisch-magyarischen Beziehungen, was sich vor allem im Kampf der kroatischen und magyarischen Vertreter im ungarischen Reichstag äußerte. Die Hauptfrage in diesem Zwist war scheinbar, ob die kroatischen Vertreter in den Sitzungen Ungarisch oder Lateinisch verwenden sollten. Dieser ursprünglich eng begrenzte Sprachstreit nahm aber in den ungarischen Reichstagen von 1840, 1843, 1847 und 1848 viel größere Dimensionen an, als die Magyaren gegen die heftige Opposition der kroatischen Abgeordneten ein Gesetz verabschiedeten, wonach die Einwanderung in die Länder der ungarischen Krone einschließlich Kroatiens von der Kenntnis der ungarischen Sprache abhängig sein sollte. Ebenso sollte das Magyarische anstelle des Lateinischen die offizielle Sprache im magyarisch-kroatischen Verkehr werden. Die Folgen dieser Gesetzgebung und der heftige kroatische Widerstand dagegen machten den Sprachkonflikt zum Hauptfaktor, wenn auch nicht zum letzten Grund der kroatischen antimagyarischen Politik im Vormärz.
Als daher Ungarn um 1840 die magyarische Sprache als offizielle Sprache einzuführen sich bemühte, wurden die Kroaten erbittert, und ihnen schlossen sich die stammverwandten Slawen Ungarns an. Graf Drašković war das Haupt der kroatischen „nationalen“ Partei, welche Kroaten, Slowenen und Serben zu einem illyrischen Volk, die Königreiche Kroatien, Slawonien und Dalmatien zu einem drei-einigen Königreich vereinigen wollte, und wurde von Ljudevit Gaj (Ludwig Gaj) auf publizistischem Gebiet in seinen Bestrebungen unterstützt. Bei den Komitatswahlen 1842 kam es zu blutigen Zusammenstößen zwischen der magyarischen und illyrischen Partei, doch siegte die letztere.
Die Kroaten ließen sich vom Kaiser gegen die ungarische Nationalitätenpolitik und gegen das chauvinistische Großmachtstreben Ungarns 1848 leicht gewinnen, da sie eben in diesem Kampf einen Kampf gegen die Magyarisierungspolitik sahen.

## Revolutionsjahre 1848/49

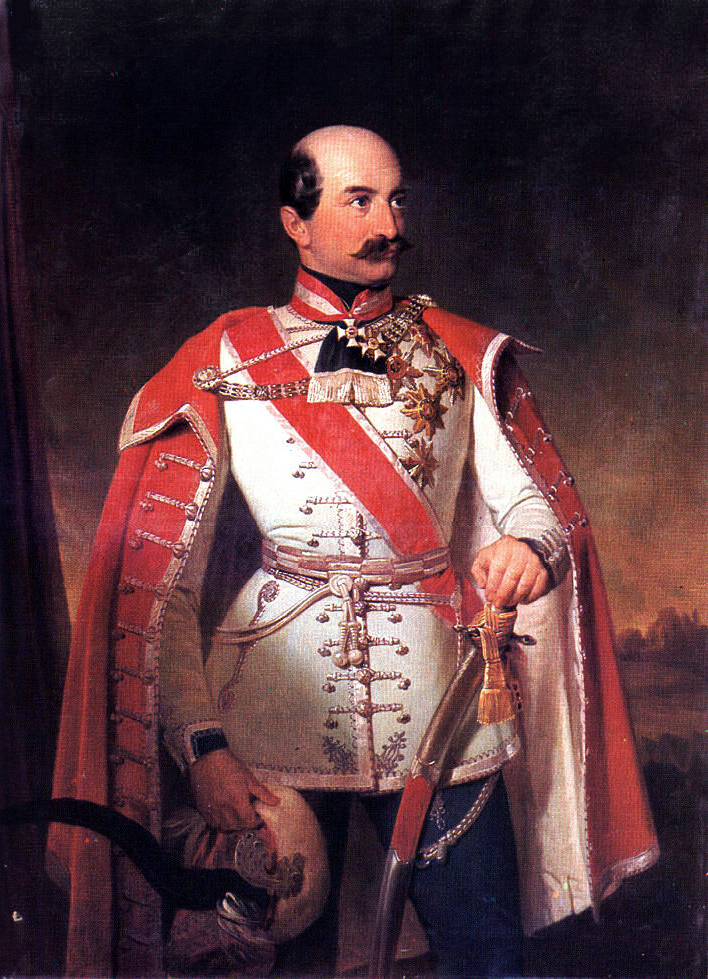
Ban Josip Jelačić

Im Frühjahr 1848 regte sich auch in Kroatien die nationale Partei; der Hass gegen das Magyarentum wurde mit allem Fanatismus gepredigt und auch die Vereinigung der slawischen Gebiete Krains, Kärntens und Steiermarks mit Kroatien verlangt. Am 23. März 1848 wurde der Kroate Josip Jelačić (Jellachich), ein eifriger Nationaler, zum Banus ernannt, der den Ratschlägen des Nationalkomitees folgte und sich in offene Opposition gegen die ungarische Regierung und gegen den Wiener Hof setzte.
Jelačić kämpfte gegen die demokratische Revolution und erklärte am 19. April 1848 alle Beziehungen zu Ungarn für beendet. Er verbündete sich, dem Volkswillen folgend, ganz offen mit der radikalen illyrischen Partei und beschleunigte die eigenmächtige Eröffnung des Landtags in Zagreb, die am 5. Juni in Gegenwart zahlreicher Deputierten aus anderen slawischen Ländern durch eine Rede des Banus erfolgte. Aber die Dalmatiner, das Küstenland und Rijeka (Fiume) beschickten den Landtag nicht, und zwischen Kroaten und Serben kam es sofort zum Streit über die Grenzen ihres Gebiets.
Mitte Juni wurde eine kroatische Deputation an den Kaiser nach Innsbruck geschickt, während die Ungarn vom Kaiser bereits das Manifest vom 10. Juni erwirkt hatten, welches die kroatischen Forderungen unter schroffem Tadel zurückwies. Die Aufregung unter den Südslawen stieg infolgedessen immer höher, und nachdem alle Vermittlungsversuche gescheitert waren und am 31. August 1848 auch vonseiten des Kaisers die Ansprüche der Kroaten eine Art Sanktion erhalten hatten, überschritt am 11. September die Vorhut des kroatischen Heers die Drau. Von nun an operierten die Kroaten im Einverständnis mit der österreichischen Armee zur Niederschlagung der ungarischen Revolution, welche im August 1849 auch gelang. Die Reichsverfassung von 1849 sprach die Trennung Kroatiens und Slawoniens von Ungarn aus, und die beiden Königreiche wurden zu einem eigenen Kronland vereinigt, welchem auch das Küstenland und die Stadt Rijeka mit ihrem Gebiet einverleibt wurden, wogegen die sirmischen Bezirke Ruma und Ilok (Illok) an die neue „Woiwodschaft Serbien“ fielen.
Nach der zehnjährigen Reaktionsperiode (1850–1860) erschien am 20. Oktober 1860 das „Oktoberdiplom“, welches von den Kroaten freudig begrüßt wurde; aber die „Februarverfassung“ (vom 26. Februar 1861) mit ihrer strafferen Zentralisation widersprach den Autonomie-Bestrebungen der Kroaten. Der erste kroatische Landtag wurde wegen seiner heftigen Opposition gegen die neue Verfassung und seiner Forderung eines nur durch Personalunion mit Österreich verbundenen großen südslawischen Königreichs aufgelöst und mehrere Jahre kein neuer berufen. Erst am 12. November 1865 wurde wieder ein Landtag eröffnet, in welchem es sofort zu heftigen Streitigkeiten zwischen der magyarischen und der slawischen Partei über das Verhältnis zu Ungarn kam. Die nationale Partei in Kroatien, deren Führung Bischof Strossmayer (Stroßmayr) übernahm, wollte weder eine Gesamtstaatsverfassung noch eine Erneuerung der alten Union mit Ungarn, sondern ein eigenes Königreich mit der Militärgrenze, Dalmatien und den kvarnerischen Inseln sowie ein eigenes verantwortliches Ministerium. Diese Forderung erhob auch der im Dezember 1866 wieder zusammenberufene Landtag und lehnte jede Beschickung des Pester Reichstags rundweg ab, worauf er am 25. Mai 1867 aufgelöst wurde.

## Ungarisch-Kroatischer Ausgleich

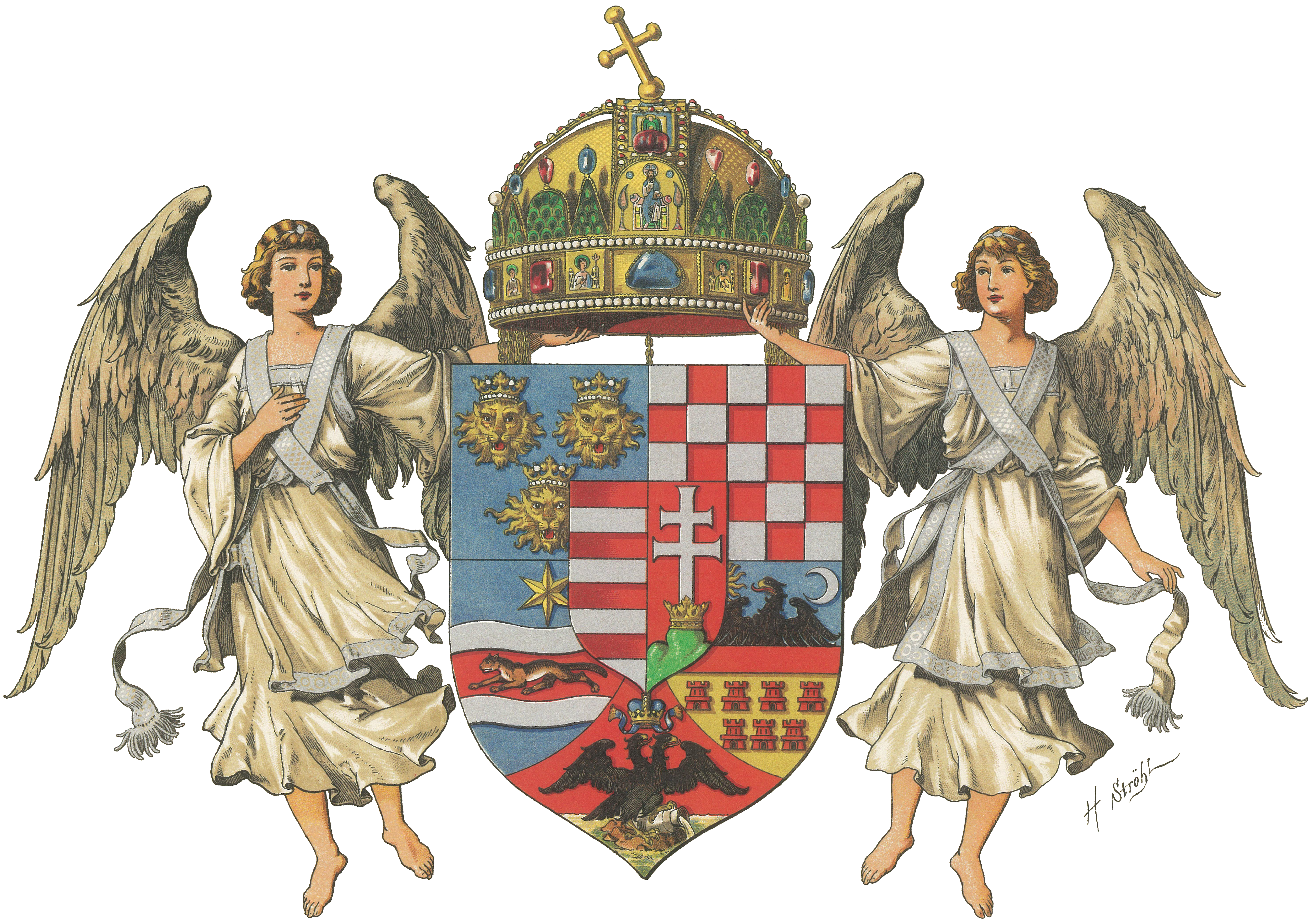
Wappen des Königreiches Ungarn 1867

Die Regierung ging nun so entschlossen und entschieden in der Unterordnung Kroatiens unter die Stephanskrone vor (die Finanzen wurden dem ungarischen Ministerium unterstellt, überall ungarn-freundliche Beamte, auch ein neuer Banus, Baron Rauch, eingesetzt), dass die Neuwahlen, welche Ende 1867 nach einer provisorischen Wahlordnung erfolgten, eine magyarisch-gesinnte Mehrheit ergaben, welche auf dem am 9. Januar 1868 zu Zagreb eröffneten Landtag, nachdem die nationale Opposition unter Protest ausgeschieden war, in einer Adresse am 29. Januar den Dualismus und die Wiedervereinigung mit Ungarn annahm und eine neue magyarenfreundliche Regnikolar-Deputation wählte. Diese brachte am 25. Juli zu Pest den Ausgleich mit Ungarn dahin zustande, dass Kroatien in das Unterhaus des Reichstags 29 und in das Oberhaus, außer den kroatischen Magnaten, 2 Deputierte senden, von den Landeseinkünften 55 Prozent nach Pest abführen, 45 Prozent, die von Ungarn mit 2½ Millionen Gulden garantiert wurden, für seine besonderen Angelegenheiten behalten sollte; im ungarischen Ministerium sollte ein Minister für Kroatien sitzen, in Zagreb eine dem Landtag verantwortliche Regierung mit dem Ban an der Spitze stehen, die Amtssprache das Kroatische sein. Ende September wurde dieser Ausgleich ratifiziert, und am 24. November 1868 hielten die kroatischen Deputierten nach 20-jähriger Trennung ihren Einzug in den Pester Reichstag.
Mit dem Österreichisch-Ungarischen Ausgleich 1867 und dem Ungarisch-Kroatischen Subausgleich wurde die Beziehung Kroatiens zu Ungarn auf eine neue Basis gestellt, wobei die Dominanz Ungarns prinzipiell unangetastet blieb. Der ungarische Reichstag hatte weiterhin ein Aufsichtsrecht über die kroatische Regierung und insbesondere über den Ban. Die Aufteilung Kroatiens in verschiedene Herrschaftsgebiete wurde insofern verstärkt, als Dalmatien bei der westlichen Reichshälfte verblieb und politisch von der italienischen Volksgruppe dominiert wurde.

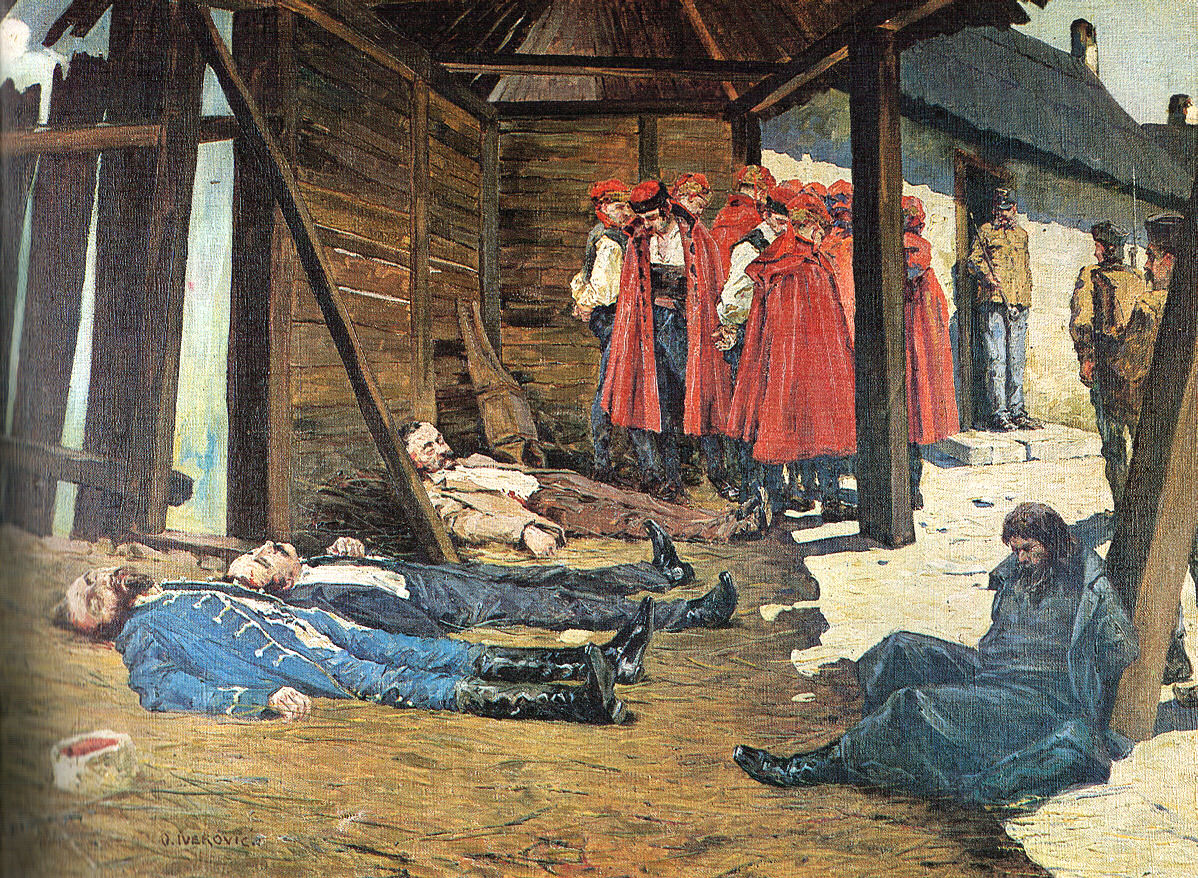
Gewaltsame Niederschlagung des Aufstands von Rakovica (Tod von Eugen Kvaternik)

Im Mai 1870 wurde auch das Verhältnis von Rijeka (Fiume) geordnet, indem die Stadt an Ungarn, das Küstenland an Kroatien fiel. Der revidierte Ausgleich von 1873 setzte den Kroatien vorbehaltenen Teil der Einkünfte auf 3 ½ Millionen, die Zahl der Abgeordneten zum Reichstag auf 34 fest. Durch das kaiserliche Manifest vom 15. August 1873 wurde auch die kroatisch-slawonische Militärgrenze provinzialisiert und der Zivilverwaltung unterstellt. Über die Verwendung des Vermögens der Grenze wurde 1877 mit Ungarn ein Vertrag geschlossen. Die völlige Einverleibung der Grenze an Kroatien erfolgte am 15. Juli 1881.
Inzwischen hatten die Vorfälle auf der Balkanhalbinsel seit 1876 sowie die Okkupation Bosniens und der Herzegowina (1878) die großkroatische Agitation neu belebt. Im Landtag bildete sich eine besondere großkroatische Fraktion, die Rechtspartei, welche Ungarn und den von Ungarn ernannten Banus aufs heftigste angriff. Aus Anlass der Anbringung neuer ungarischer Amtsschilder kam es sogar im August 1883 zu Unruhen, zu deren Dämpfung außerordentliche Maßregeln ergriffen werden mussten. Die Führer der Rechtspartei suchten die Verhandlungen des Landtags durch rohe Schmähungen und Störungen zu verhindern, doch vergeblich, da die Mehrheit des Landtags, die Nationalpartei, zusammenhielt. Der Wortführer, Ante Starčević (Starcevics), wurde 1885 durch Verurteilung zu Gefängnis (wegen tätlichen Angriffs auf den Banus Grafen Khuen von Belasy) beseitigt.

## Politischer Aufbau des Königreiches Kroatien und Slawonien
Das Königreich Kroatien und Slawonien, kurz Kroatien-Slawonien (ung. Horvát-Szlavonország) bildete bis 1918 mit der ehemaligen kroatisch-slawonischen Militärgrenze einen Bestandteil der Länder der ungarischen Krone. Es grenzte im Nordwesten an die Steiermark, im Westen an die Krain, Istrien und das Adriatische Meer, im Süden an Dalmatien, Bosnien und Serbien, im Osten und Norden an Ungarn und nahm einen Flächenraum von 42.516 km² ein, wovon auf Kroatien 13.639 km², auf Slawonien 9.638 km² und auf die ehemalige Militärgrenze 19.238 km² entfielen.
Infolge des mit Ungarn getroffenen staatsrechtlichen Ausgleichs besaß das Königreich Kroatien und Slawonien hinsichtlich der inneren Verwaltung, der Kultus- und Unterrichtsangelegenheiten und des Justizwesens eine Autonomie. Gemeinschaftlich waren die Militär-, Finanz- und Münzangelegenheiten, das Handels-, Gewerbe-, Bank- und Kommunikationswesen, das See-, Handels- und Bergrecht und die Gesetzgebung über die Staatsbürgerschaft. In die Magnatentafel des ungarischen Reichstags entsendete Kroatien außer den Erzbischöfen, den Bischöfen und dem Großpropst des Zagreber Domkapitels 3 Abgeordnete des kroatisch-slawonischen Landtags (kroatisch Sabor), 40 vom Landtag gewählte Abgeordnete, welche auch das Recht hatten, sich bei den Parlamentsverhandlungen der kroatischen Sprache zu bedienen.
Der Sabor bestand aus den Erzbischöfen von Zagreb und Karlovac (Karlowitz), den Diözesanbischöfen, dem Zagreber Großpropst, den Obergespanen, dem Comes des privilegierten Distrikts Turopolje, den großjährigen Magnaten und 112 auf 3 Jahre gewählten Abgeordneten. Das Vermittlungsorgan zwischen Königreich und Krone bildete ein Minister ohne Portefeuille (der Minister für Kroatien-Slawonien-Dalmatien), welcher im ungarischen Ministerrat einen Sitz hatte.
Die oberste Verwaltung übte die königliche Landesregierung in Zagreb aus, an deren Spitze der dem Landtag verantwortliche Banus stand. Als Gerichtsbehörden fungierten in oberster Instanz die königliche Septemviraltafel in Zagreb, in zweiter die königliche Banaltafel und in erster Instanz 13 Gerichtshöfe und 67 Bezirksgerichte. Die finanzielle Verwaltung wurde durch die Finanzdirektionen in Zagreb und Osijek geleitet.

### Politische Einteilung

Die Gespanschaften des Königreichs Kroatien-Slawonien zur Zeit Österreich-Ungarns (1867–1918)

Der politischen Einteilung nach bestand Kroatien im 19. Jahrhundert aus fünf Gespanschaften (Komitaten): Zagreb, Bjelovar (Belovár), Rijeka (Fiume) (ohne Stadt Fiume), Križevci (Kreutz) u. Varaždin (Warasdin); Slawonien dagegen aus drei Gespanschaften: Požega, Syrmien und Virovitica (Virovititz). Außerdem gehörte zum Ländergebiet auch die ehemalige kroatisch-slawonische Militärgrenze (Grenzgebiet), welche in fünf Distrikte (Banater, Broder, Gradiškaner, Lika-Otočaner und Ogulin-Slunjer) eingeteilt war. Die Gespanschaften bestanden aus mehreren Vize-Gespanschaften, die Distrikte jedoch aus Bezirken.
Von 1886 bis 1918 war Kroatien samt dem Grenzgebiet in folgende acht neu gebildete Gespanschaften eingeteilt:
1. Lika-Krbava (Lika-Krbava), mit dem Amtssitz Gospić (und den Städten Karlobag (Carlopago) und Senj (Zengg)).
2. Modruš-Rijeka (Modrus-Fiume), mit dem Amtssitz Ogulin (und der Stadt Bakar (Buccari)).
3. Zagreb (Agram), mit dem Amtssitz Zagreb (und den Städten Sisak, Karlovac (Karlstadt), Petrinja und Kostajnica (Kostainitz)).
4. Varaždin (Warasdin), mit dem Amtssitz Varaždin (und der Stadt Koprivnica (Kopreinitz)).
5. Bjelovar-Križevci (Belovár-Kreutz), mit dem Amtssitz Bjelovar (und der Stadt Križevci sowie der Festung Ivanić).
6. Požega (Pozsega), mit dem Amtssitz Požega (und den Hauptorten Pakrac und Nova Gradiška (Neu-Gradisca)).
7. Virovitica (Virovititz oder Verőce), mit dem Amtssitz Osijek (Essek) (und der Stadt Brod).
8. Srijem (Syrmien oder Szerém), mit dem Amtssitz Vukovar (Vukovár) (und den Städten Mitrovica (Mitrovitz), Semlin und Srijemski Karlovci (Karlowitz) sowie der Festung Petrovaradin (Peterwardein)).

Hauptstadt des Landes war Zagreb (Agram).